# Grand Prix de Denain 1987
Il Grand Prix de Denain 1987, ventinovesima edizione della corsa, si svolse il 22 aprile su un percorso con partenza e arrivo a Denain. Fu vinto dal francese Bruno Wojtinek della Z-Peugeot davanti ai belgi Eddy Planckaert e Jan Bogaert.

## Ordine d'arrivo (Top 10)
| Pos. | Corridore              | Squadra                         | Tempo |
| ---- | ---------------------- | ------------------------------- | ----- |
| 1    | Bruno Wojtinek         | Z-Peugeot                       |       |
| 2    | Eddy Planckaert        | Panasonic                       |       |
| 3    | Jan Bogaert            | Transvemij-Van Schilt-Floorgres |       |
| 4    | Peter Pieters          | Transvemij-Van Schilt-Floorgres |       |
| 5    | Walter Van Den Branden | ADR-Fangio-IOC-MBK              |       |
| 6    | Thierry Barrault       |                                 |       |
| 7    | Per Pedersen           | R.M.O.                          |       |
| 8    | Ferdi Van den Haute    | ADR-Fangio-IOC-MBK              |       |
| 9    | Philippe Delaurier     |                                 |       |
| 10   | Philippe Christiaens   | Robland-Isoglass                |       |